# Карл Ернст фон Шьонбург-Валденбург
Карл Ернст фон Шьонбург-Валденбург (на немски: Karl Ernst von Schönburg-Waldenburg; * 8 юни 1836, Валденбург, Саксония; † 8 юни 1915, Гауерниц при Майсен, Саксония) е принц на Шьонбург-Валденбург, господар на Гауерниц (Гауернитц, днес част от Клипхаузен) при Майсен и Шварценбах, и правен рицар на Йоанския орден.

## Произход и наследство
Той е най-малкият син, деветото дете, на 2. княз Ото Виктор I фон Шьонбург (1785 – 1859) и съпругата му принцеса Текла фон Шварцбург-Рудолщат (1795 – 1861, Гауерниц при Майсен), дъщеря на княз Лудвиг Фридрих фон Шварцбург-Рудолщат (1767 – 1807) и ландграфиня Каролина фон Хесен-Хомбург (1771 – 1854). Брат е на Ото Фридрих (1819 – 1893), 3. княз на Шьонбург, Хуго (1822 – 1897), пруски генерал на инфантерията, и Георг (1828 – 1900), саксонски генерал на кавалерията и генерал-адютант на краля на Саксония.
През 1819 г. княжеската фамилия фон Шьонбург-Валденбург купува дворец Гауерниц (Gauernitz, Gävernitz, Jawirnitz – означава Зеебах) от Карл Сигизмунд фон Хопфгартен, и го ползва като лятна резиденция. Ок. 1850 г. е престроен и се прострира до брега на Елба. След смъртта на баща му княз Ото Виктор през 1859 г. собствеността отива на най-малкия син принц Карл Ернст, който се мести изцяло в Гауерниц. Карл Ернст престорява двореца между 1862 и 1870 г. от архитектите Бернхард Шрайбер и Ернст Гизе в стил на немския нов-Ренесанс. Внукът му Карл Леополд (1902 – 1992) през 1945 г. е национализиран от държавата.
Карл Ернст фон Шьонбург-Валденбург умира на 8 юни 1915 г. в Гауерниц при Майсен на 79 години. Клоновете Шьонбург-Валденбург, Шьонбург-Хартенщайн съществуват до днес като Шьонбург-Глаухау.

## Фамилия
Карл Ернст се жени на 25 ноември 1863 г. в Петерсвалдау за графиня София Шарлота Хелена фон Щолберг-Вернигероде (* 11 април 1840, Петерсвалдау; † 2 декември 1908, Гауерниц), правнучка на граф Кристиан Фридрих фон Щолберг-Вернигероде (1746 – 1824), дъщеря на граф Фридрих фон Щолберг-Вернигероде (1804 – 1865) и графиня Шарлота фон Хохберг фрайин цу Фюрстенщайн (1806 – 1882). Те имат децата:
- Текла Доната Шарлота (* 7 август 1867, Гауерниц; † 28 април 1939), омъжена в Гауерниц на 17 април 1896 г. за наследствен граф Густав фон Изенбург-Бюдинген в Меерхолц (1863 – 1929), син на граф Карл Фридрих фон Изенбург-Бюдинген-Меерхолц (1819 – 1900) и графиня Йохана Констанца фон Кастел-Кастел (1822 – 1863)
- Виктор Фридрих Ернст (* 20 октомври 1872, Гауерниц; † 27 октомври 1910), женен I. във Венеция на 26 април 1897 г. (развод 1903) за принцеса Алиция де Борбон, инфанта на Испания (1876 – 1975), II. (морганатичен брак) в Бамберг на 19 ноември 1907 г. за Франциска Майзон фон Лобенщайн (1874 – 1942), направена на графиня фон Буг от краля на Саксония на 6 декември 1907 г.
- Матилда Рената Хелена (* 10 септември 1878, Гауерниц; † 3 ноември 1948, Дюселдорф), омъжена в Гауерниц на 8 октомври 1913 г. за граф Готфрид фон Хохберг (1882 – 1929)
- Мария (* 27 март 1881; † 6 декември 1881)